# NCSM William Hall (NPEA 433)
Le NCSM William Hall (NPEA 433) est le quatrième patrouilleur hauturier de classe Harry DeWolf de la Marine royale canadienne. La classe est dérivée du projet de navire de patrouille extracôtier de l’Arctique (NPEA) dans le cadre de l’Approvisionnement national en matière de construction navale et est principalement conçue pour la patrouille et le soutien dans les régions arctiques du Canada. Le navire est nommé ainsi en l’honneur du quartier-maître William Nelson Edward Hall, qui a été le premier Afro-Canadien à recevoir la Croix de Victoria. Il a reçu la médaille pour ses actions lors du siège de Lucknow en 1857, pendant la révolte des cipayes.

## Conception
Les navires de patrouille extracôtiers de la classe Harry DeWolf sont conçus pour être utilisés dans les régions arctiques du Canada à des fins de patrouille et de soutien dans la zone économique exclusive du Canada. Le navire mesure 103,6 m de longueur hors tout et 19,0 m de largeur. Il a un déplacement de 6615 tonnes. Il dispose d’un pont avant fermé qui protège les machines et les espaces de travail des climats arctiques. Le navire a une propulsion Diesel-électrique composée de quatre générateurs électriques Diesel à quatre temps MAN 6L32/44CR de 3,6 mégawatts (4800 ch) et de deux moteurs électriques de propulsion d’une puissance nominale de 4,5 mégawatts (6000 ch) entraînant deux arbres d'hélice. Le NCSM William Hall est capable de naviguer à 17 nœuds (31 km/h) en eau libre et à 3 nœuds (5,6 km/h) dans la glace de mer de 1 mètre d’épaisseur. Le navire est également équipé d’un propulseur d'étrave pour faciliter les manœuvres d’accostage sans nécessiter l’assistance d’un remorqueur. Il a une autonomie de 6800 milles marins (12600 km) en carburant et de 120 jours en vivres. Le NCSM William Hall est équipé d’ailerons stabilisateurs pour réduire le roulis en eau libre, qui peuvent être rétractés lors de la navigation dans la glace,.
Le NCSM William Hall est capable d’être déployé avec plusieurs types de charge utile, notamment des conteneurs d’expédition, du matériel de relevés sous-marins ou des péniches de débarquement. Les opérations de manutention sont facilitées par une grue d’une capacité de 20 tonnes pour le chargement et le déchargement. Le navire est équipé d’un hangar à véhicules pouvant accueillir des camionnettes, des véhicules tout-terrain et des motoneiges. Il dispose également de deux canots de sauvetage multirôles de 8,5 mètres de long, capables de dépasser 35 nœuds (65 km/h). Le navire est armé d’un canon BAE Mk 38 de 25 mm et de deux mitrailleuses Browning M2. Il dispose d’un hangar fermé et d’un pont d'envol pour des hélicoptères de la taille d’un Sikorsky CH-148 Cyclone. Le NCSM William Hall a un équipage de 65 personnes et des capacités de logement pour 85, ou 87 personnes.

## Construction et carrière
La quille du NCSM William Hall a été posée le 17 février 2021 et il a été mis à flot le 27 novembre 2022. Le navire a été officiellement nommé le 28 avril 2023 et a commencé ses essais en mer en juillet. Le 31 août 2023, la Marine royale canadienne a pris possession du NCSM William Hall pour commencer les essais d'acceptation.
Le NCSM William Hall était dans le port de St. John’s au cours de la première semaine de mars 2024 alors qu’il participait à des exercices d’entraînement par temps froid. Les travaux post-livraison sur le NCSM William Hall se sont terminés au début de l’année 2024 et ont été suivis d’un entraînement de préparation et d’activités d’essais opérationnels et d’évaluation pour évaluer les capacités de l’ensemble de la classe. Le navire a été mis en service le 16 mai 2024 à Halifax. Sa devise est Nec timemus nec vacillamus (Nous ne craignons pas et ne faiblissons pas).